# 大嘴地雀
，是地雀屬鳥類的一種，也是加拉巴哥群島特有種，主要分布於群島上的乾旱地區。
大地雀体重约34.5克，翼长约83.6毫米，嘴峰长约24毫米，喙宽度约12.7毫米，喙厚度约18毫米，跗蹠长约25.4毫米，尾长约48.2毫米。大地雀在其分布区内为留鸟，其栖息在半开放的灌木丛中，食性为草食性，主要食物来源是植物的干果或种子。由於牠們的喙比一般地雀大而有力，因此牠們可食用一般地雀無法進食的堅硬種子。
大地雀分布于加拉帕戈斯主要岛屿的干旱灌丛。该物种是单型物种，没有亚种分化。